# 농산어촌홍보개발원
농산어촌홍보개발원은 농산어촌 농림어업 구조개선을 위한 세미나, 심포지움, 포럼회의, 전시 등을 목적으로 2006년 4월 3일 설립된 대한민국 농림축산식품부 소관의 사단법인이다. 사무실은 서울특별시 서초구 양재동 232, aT센터 1206호에 있다.

## 주요 사업
- 세미나, 심포지엄 등 개최
- 농산어촌, 농림어업 구조개선을 위한 조사·연구
- 농산어촌, 농림어업 구조개선을 교육훈련, 연수사업, 컨설팅 등